# Fresnoy-en-Thelle

Fresnoy-en-Thelle este o comună în departamentul Oise, Franța. În 1 ianuarie 2022 avea o populație de 874 de locuitori.